# Las Condes
Las Condes ist eine Kommune in der Provinz Santiago, Chile. Sie gehört zur Metropolregion Santiago und ist Teil der Agglomeration von Santiago de Chile.
In Las Condes leben 249.893 Einwohner, die sich auf 74.599 Haushalte aufteilen. Gemeinhin gilt Las Condes als eine der reichsten Gemeinden Chiles. Die Bewohner der Gemeinde sind größtenteils europäischer Herkunft und haben teilweise deutsche, französische, italienische, arabische oder kroatische Nachnamen.
Die Gemeinde Las Condes grenzt im Norden, durch die Av. Presidente Kennedy, an die Gemeinden Vitacura, im Nordosten an Lo Barnechea, im Süden, durch die Av. Francisco Bilbao, an La Reina und im Westen, durch die Av. Tobalaba, an Providencia. Las Condes liegt direkt am Fuße der Anden. Das politische Gebiet der Gemeinde sogar liegt in den Anden.

## Wirtschaft
Zwischen den Straßen Andrés Bello und dem Viertel El Golf befindet sich das größte Bankenzentrum Chiles, das in Anlehnung an den New Yorker Stadtteil Manhattan auch Sanhattan genannt wird.
In den vergangenen Jahren konnte sich in um die Straßen Alonso de Córdova, Presidente. Riesgo ein weiteres Gebiet mit vielen Bürohochhäuser entwickeln. In diesem Sektor befindet sich mit dem Parque Araucano auch eine große Grünanlage. Las Condes ist durch die hohe Dichte an modernen Bürogebäuden zum Hauptsitz vieler chilenischer Unternehmen geworden und auch viele internationale Konzerne haben hier ihren Sitz.

## Bildung
Neben diversen Universitäten hat auch die Escuela Militar ihren Sitz in der Gemeinde. Auch die Deutsche Schule Santiagos befindet sich in dieser Gemeinde.

## Verkehr
Durch die vielen Arbeitsplätze in der Gemeinde kommt es in der Hauptverkehrszeit täglich zu einem Verkehrskollaps. Las Condes ist durch die Metro über zwei Linien gut mit dem Rest Santiagos verbunden.
Für Ende des Jahres 2017 war zudem die Inbetriebnahme einer bereits 2009 genehmigten Straßenbahnlinie geplant, die Las Condes von der Metrostation "Manquehue" über eine 9 Kilometer lange Strecke mit der Nachbargemeinde Lo Barnaechea verbinden sollte. Das Projekt wurde aber nicht verwirklicht und auf unbestimmte Zeit verschoben.

## Sport
In Las Condes befindet sich der Sportverein CD Universidad Católica. Weit über die Grenzen Chiles hinaus bekannt ist der Verein hauptsächlich wegen seines Fußballprofiteams. Dieses trägt seine Heimspiele im Estadio San Carlos de Apoquindo aus, welches 20.000 Plätze hat. Universidad Católica ist einer der erfolgreichsten Fußballvereine des Landes und gewann seit 1949 16 Meistertitel. In der Copa Libertadores stehen über 20 Teilnahmen zu Buche. Dabei erreichte UC fünfmal das Halbfinale.

## Politik
Gegenwärtig ist Daniela Peñaloza Ramos amtierender Bürgermeisterin von Las Condes. Traditionell hat die konservative Unión Demócrata Independiente große Mehrheiten in der Gemeinde.
Die Konsulate vieler Staaten sind hier ebenfalls beherbergt.

## Weblinks

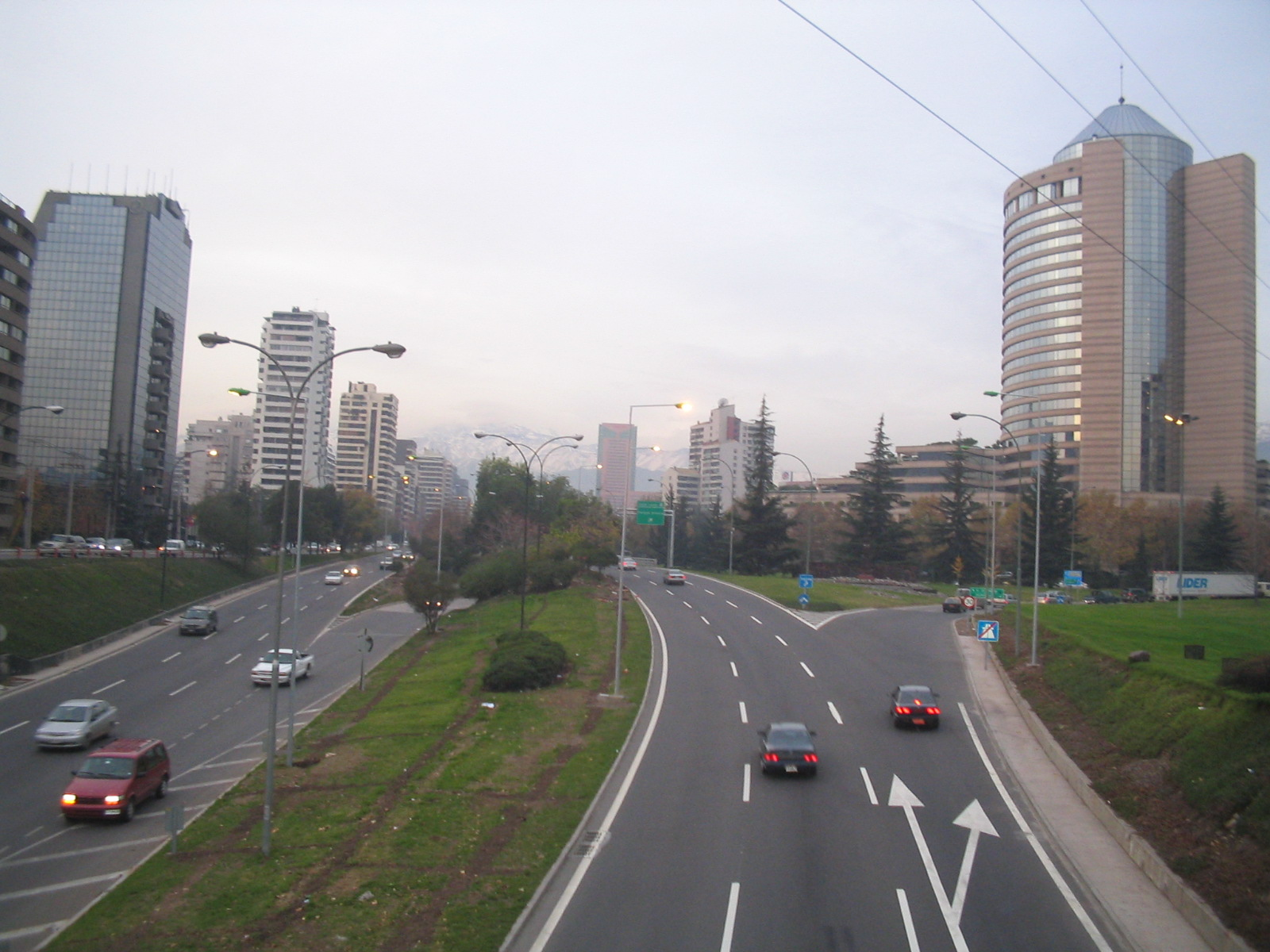
Avenida Presidente Kennedy
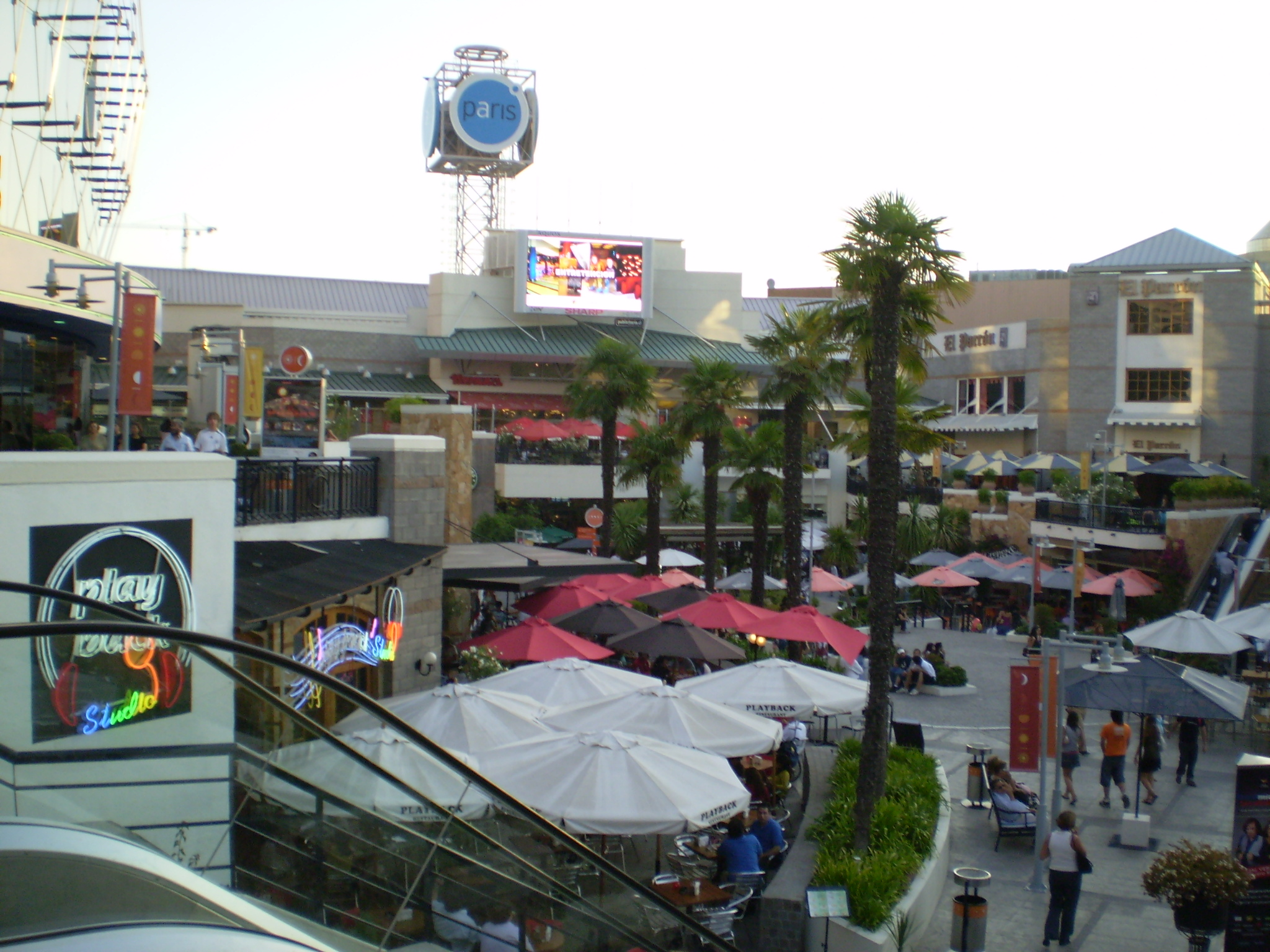
Mall Parque Arauco
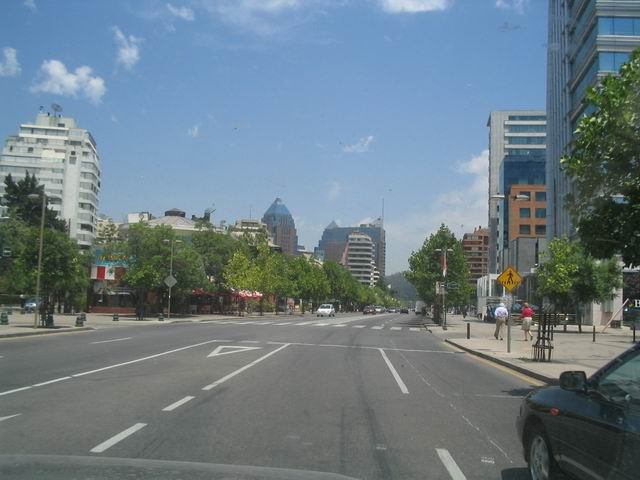
Avenida Isidora Goyenechea
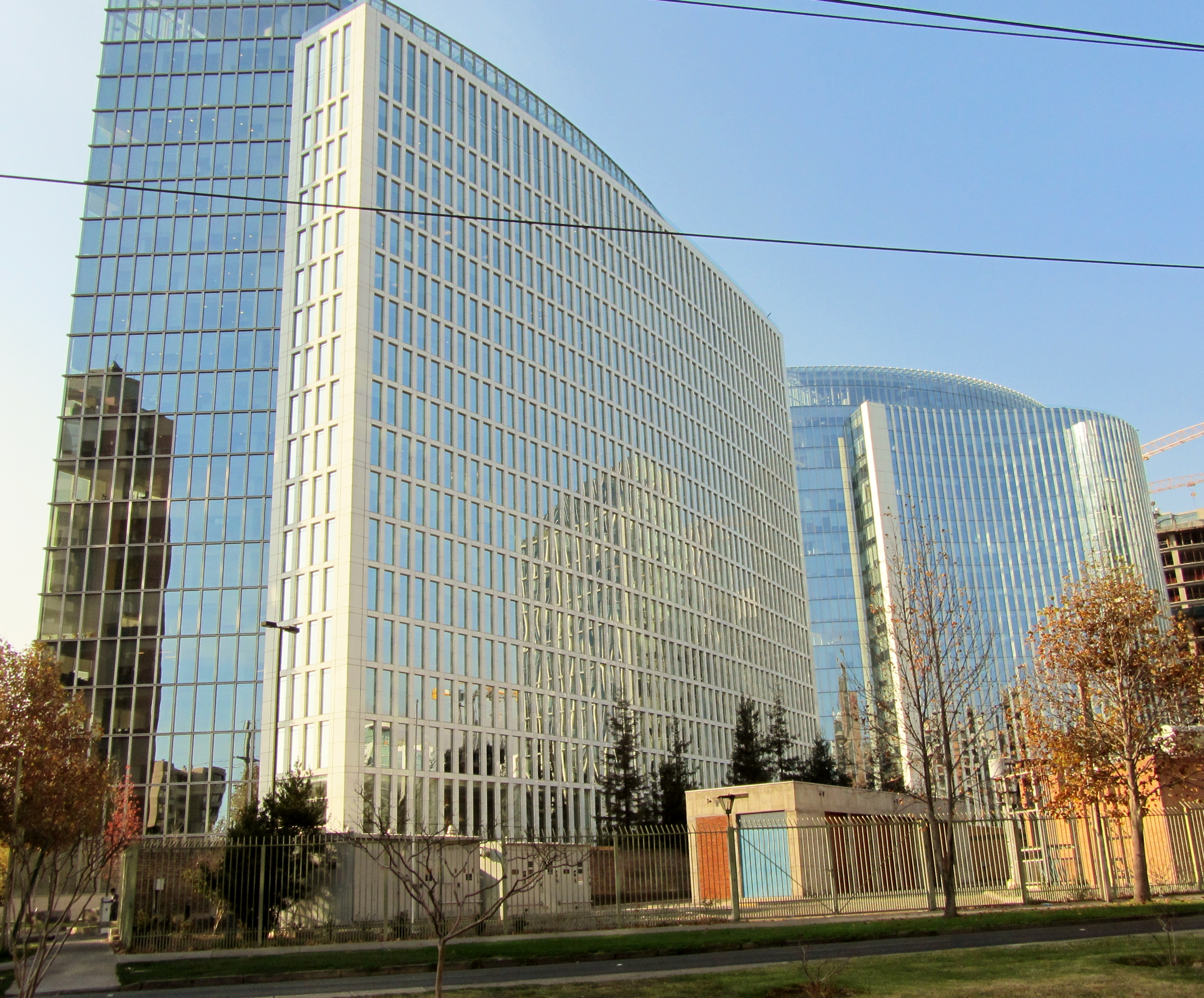
Bürogebäude in Alonso de Córdova
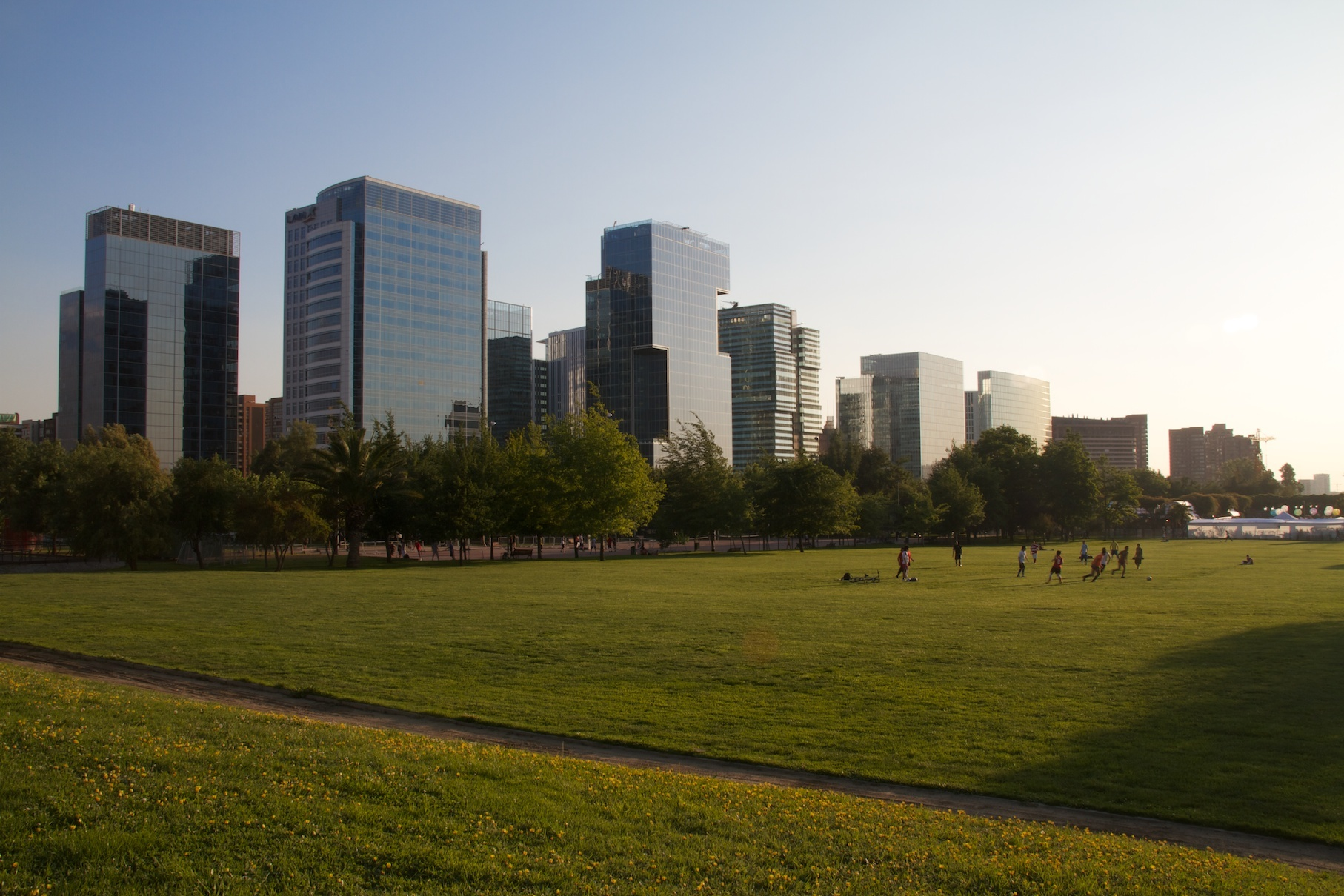
Parque Araucano

## Persönlichkeiten
- Gonzalo Tapia (* 2002), Fußballspieler